# Голубев, Георгий Гордеевич
Георгий Гордеевич Голубев (1919—2005) — командир звена 16-го гвардейского истребительного авиационного Сандомирского полка (9-й гвардейской истребительной авиационной дивизии, 6-го гвардейского истребительного авиационного корпуса, 2-й воздушной армии, 1-го Украинского фронта). Герой Советского Союза.

## Биография
В 1939 году был направлен в Херсонскую лётную школу, где не оказалось вакантных мест; был перенаправлен в Ульяновскую школу пилотов Осоавиахима, куда и зачислен. По окончании школы был направлен лётчиком-инструктором во вновь организуемую авиашколу в Цнорис-Цхали.
В Красной Армии с декабря 1940 года. Принимал участие в Великой Отечественной войне с 15 августа 1942 года (по другим данным — с 17 сентября 1942 года). Воевал на Закавказском, Северо-Кавказском, Южном, Четвёртом Украинском, Втором Украинском и Первом Украинском фронтах. Вступил в ряды ВКП(б) в 1943 г.

Покрышкин внимательно следил за действиями каждого из нас, присматривался, поправлял, учил.
Как-то, возвращаясь с аэродрома, он сказал мне:
— Ты ведь земляк, Голубев! Давай летать вместе.
Я растерялся, не мог найти нужных слов для ответа. Мне оказывалось большое доверие — прикрывать уже известного к тому времени лётчика страны. Александр Иванович, видимо, понял мою растерянность и мягко положил руку мне на плечо.
— Это не так трудно, Жора. Ты должен уметь читать мои мысли, а я буду угадывать твои. В воздухе никаких лишних слов! Сообщай по радио только самое нужное — коротко и ясно. А главное — держаться в паре…
Так стал я ведомым прославленного аса, Героя Советского Союза Александра Ивановича Покрышкина, тогда ещё гвардии капитана.

В некоторых источниках считается, что 23 августа 1943 года Г. Г. Голубев прикрыл своего ведущего, подставив свой самолёт под выстрелы атакующего «Мессершмитта». Голубеву удалось дотянуть подбитый истребитель до линии фронта и покинуть его с парашютом. Однако, это не подтверждается воспоминаниями других пилотов (Сухов К.В.). Голубев был сбит "охотниками" целенаправленно, выпрыгнул из самолёта сразу же после атаки.
Всего выполнил 320 боевых вылетов на И-16 и «Аэрокобре», в 105 воздушных боях лично сбил 15 самолётов противника, «обеспечил сбитие» своим ведущим 35 вражеских машин.

## Награды и звания
- Герой Советского Союза (Орден Ленина и Медаль «Золотая Звезда»)№7622[7];
- два ордена Красного Знамени[2][3];
- два ордена Отечественной войны I степени [6];
- орден Отечественной войны II степени[5];
- три Ордена Красной Звезды [4];
- орден «За службу Родине в Вооружённых Силах СССР» 3-й степени.
- Почётный гражданин города Васильков Киевской области.